# Jugendbund Adler
Der Jugendbund Adler (JBA) war ein 1950 gegründeter rechtsextremer Jugendverband in der Bundesrepublik Deutschland. Das Gründungsmitglied des Kameradschaftsrings Nationaler Jugendverbände hatte um 1960 etwa 2000 Mitglieder und war damit einer der größten rechtsextremen Jugendverbände. Wie zahlreiche andere rechtsextreme Jugendverbände verlor der Jugendbund Adler um 1970 an Bedeutung, obwohl er sich noch 1972 dem von Gerhard Frey initiierten Freiheitlichen Rat anschloss.

## Geschichte
Der Jugendbund Adler wurde 1950 von Richard Etzel, einem ehemaligen Gebietsführer der Hitlerjugend, gegründet. Etzel war 1947 Mitgründer des Deutschen Blocks, zu dessen inoffizieller Jugendorganisation sich der Jugendbund Adler entwickelte. 1954 gründete der Jugendbund Adler gemeinsam mit der Wiking-Jugend und dem österreichischen Bund Heimattreuer Jugend den Kameradschaftsring Nationaler Jugendverbände. Aus diesem Dachverband trat der Jugendbund Adler 1959 wieder aus, da er im Gegensatz zu den anderen Mitgliedsverbänden die Wiederbewaffnung und Westbindung der Bundesrepublik Deutschland befürwortete.
1961 erließ das Bundesinnenministerium gegen den Jugendbund Adler ein Uniformverbot nach § 3 des Versammlungsgesetzes, da der Verein nicht der Jugendpflege diente.
Kurz nach seiner Gründung soll der Jugendbund Adler 5000 Mitglieder gehabt haben, um 1960 hatte er etwa 2000 Mitglieder. Regionale Schwerpunkte waren Norddeutschland und Bayern. 1966 hatte die Organisation nach eigenen Angaben noch 800 Mitglieder, während die Sicherheitsbehörden zu diesem Zeitpunkt von nur 150 Mitgliedern ausgingen.
In den 1970er Jahren versuchte Etzel den Jugendbund Adler wiederzubeleben, indem er ihn in die Vorfeldstrukturen der Deutschen Volksunion einband. 1970 beteiligte sich der Jugendbund an der Aktion Widerstand. Etzel schloss seinen Verband dem Arbeitskreis Volkstreuer Verbände an und trat 1972 dem von Gerhard Frey initiierten Freiheitlichen Rat bei; Ende der 1970er Jahre verließ er diesen wieder. Einzelne Aktivitäten des Jugendbundes Adler sind bis um 1980 belegt, seine Zeitschriften erschienen bis 1992; bis in die Gegenwart ist der Verein beim Amtsgericht München (VR 5521) eingetragen.

## Ideologie
Der Jugendbund Adler verortete sich selbst 1966 gegenüber dem Spiegel „zwischen der Hitler-Jugend und den Pfadfindern“. In seiner Grundsatzerklärung erklärte er, auf „überparteilicher und überkonfessioneller Grundlage“ zu arbeiten. Ein autoritäres und elitäres Weltbild bestimmte seine aggressiv-nationalistische Ideologie. Intern war er nach dem Führer-Gefolgschafts-Prinzip organisiert, seine Formen orientierten sich an den völkischen Gruppen der Bündischen Jugend und der Hitlerjugend.
Die Aktivitäten umfassten Heimabende, die zur ideologischen Schulung genutzt wurden, Gedenkfeiern für in den Weltkriegen gefallene Soldaten und als „Fahrten und Lager“ bezeichnete vormilitärische Ausbildung.

## Symbolik
Bundeszeichen des Jugendbundes Adler war ein „stürzender schwarzer Adler auf weißer Fläche im rotumrandeten Schild“. Der stürzende Adler war dem Abzeichen der Fallschirmjäger der Wehrmacht entnommen, die Farbgebung Schwarz-Weiß-Rot entsprach den Reichsfarben des Deutschen Reichs. Vor dem Uniformverbot von 1961 bestand die Uniform aus einem silbergrauen Hemd und einem schwarzen Halstuch mit weißem Streifen, dazu wurden schwarze kurze Hosen beziehungsweise ein schwarzer Glockenrock getragen.

## Publikationen
Der Jugendbund Adler veröffentlichte von 1952 bis 1992 die Zeitschrift Der Adlerführer. Zeitschrift der Führerschaft des Jugendbund Adler, die sich an die Gruppenführer richtete. Das Mitteilungsblatt Unsere Arbeit. Zeitschrift für den Eltern- und Freundeskreis (EFK) des Jugendbundes Adler e. V. erschien von 1953 bis 1992. Daneben gab es regionale Mitgliederzeitschriften, so den Adler der Nordmark für die norddeutschen Gruppen von 1957 bis 1959.